# Кивдолова
Кивдолова (латыш. Kivdolova) — населённый пункт в Лудзенском крае Латвии. Административный центр Пуренской волости. Находится на берегу озера Процеполес. По данным на 2017 год, в населённом пункте проживало 73 человека. Есть волостная администрация, народный дом, библиотека, фельдшерско-акушерский пункт, почтовое отделение, магазин.

## История
В 1984 году Кивдолова стала центром Пуреньского сельсовета Лудзенского района. В 1988 году в селе была построена начальная школа.